# Список Героев Украины/П
В настоящем списке в алфавитном порядке представлены люди, получившие почётное звание Герой Украины, чьи фамилии начинаются с буквы «П».
- Список содержит информацию о дате указа присвоения почётного звания, роде деятельности награждённых и годах их жизни.

## Список людей, фамилии которых начинаются с «П»
| №  | Фамилия, Имя Отчество            | Дата Указа | Деятельность | Годы жизни            |
| -- | -------------------------------- | ---------- | --- | --------------------- |
| 1  | Павленко, Анатолий Федорович     | 19.08.2006 | Ректор Киевского национального экономического университета имени Вадима Гетьмана, доктор экономических наук, профессор | 11.01.1940—02.12.2016 |
| 2  | Павлычко, Дмитрий Васильевич     | 27.09.2004 | Писатель, общественный деятель, Киев                                                                                   | 28.09.1929—29.01.2023 |
| 3  | Павлюк, Николай Пантелеймонович  | 14.01.2000 | Начальник Одесского морского торгового порта                                                                           | род. 14.01.1940       |
| 4  | Паламаренко, Анатолий Нестерович | 12.07.2009 | Народный артист Украины, Киев                                                                                          | род. 11.07.1939       |
| 5  | Палий, Иван Егорович             | 21.11.2007 | Директор строительного комплекса общества «Проектно-строительное предприятие „Азовинтекс“», Донецкая область           | 12.11.1948—01.01.2009 |
| 6  | Пасечник, Игорь Демидович        | 19.08.2009 | Ректор Национального университета «Острожская академия», Ровненская область                                            | род. 19.10.1946       |
| 7  | Патон, Борис Евгеньевич          | 26.11.1998 | Президент Национальной академии наук Украины, академик НАН Украины, Киев                                               | 27.11.1918—19.08.2020 |
| 8  | Пачевский, Анатолий Мартынович   | 13.11.2002 | Глава частно-арендного сельскохозяйственного предприятия «Радовское», Калиновский район Винницкой области              | 31.08.1939—30.08.2017 |
| 9  | Петренко, Владимир Иванович      | 13.10.2004 | Председатель правления акционерного общества «Киевметрострой», Киев                                                    | род. 01.03.1944       |
| 10 | Петринюк, Василий Андреевич      | 21.08.1999 | Директор товарищества «Полква», Теофипольский район Хмельницкой области                                                | род. 20.07.1952       |
| 11 | Плющ, Иван Степанович            | 21.08.2001 | Глава Верховной Рады Украины                                                                                           | 11.09.1941—25.06.2014 |
| 12 | Поляченко, Владимир Аврумович    | 14.08.2003 | Президент холдинговой компании «Киевгорстрой»                                                                          | 14.08.1938—20.04.2012 |
| 13 | Порошенко, Алексей Иванович      | 23.06.2009 | Генеральный директор акционерного общества «Укрпроминвест», Киев                                                       | 11.06.1936—16.06.2020 |
| 14 | Поташник, Семён Израелевич       | 01.10.2002 | Генеральний директор — глава правлення Государственной акционерной гидроэнергогенерирующей компании «Днепргидроэнерго» | род. 25.05.1930       |
| 15 | Прилипка, Алексей Васильевич     | 13.11.2002 | Генеральний директор сельскохозяйственного комбината «Пуща-Водиця», Киевская область                                   | род. 09.03.1944       |
| 16 | Пронюк, Евгений Васильевич       | 25.09.2006 | Председатель Всеукраинского общества политических узников и репрессированных, Киев                                     | род. 26.09.1936       |
| 17 | Прошкуратова, Тамара Сергеевна   | 21.08.2001 | Учительница Драбовской общеобразовательной школы I—III степеней имени С. В. Васильченко, Черкасская область            | род. 23.08.1958       |